# Tabunt
Tabunt – miasto w Maroku, w regionie Dara-Tafilalt. W 2014 roku liczyło 31 072 mieszkańców.